# Gymnothorax eurygnathos
Gymnothorax eurygnathos är en fiskart som beskrevs av Böhlke 2001. Gymnothorax eurygnathos ingår i släktet Gymnothorax och familjen Muraenidae. IUCN kategoriserar arten globalt som otillräckligt studerad. Inga underarter finns listade i Catalogue of Life.